# Sphoeroides yergeri
Sphoeroides yergeri es una especie de peces de la familia Tetraodontidae en el orden de los Tetraodontiformes.

## Hábitat
Es un pez de mar y, de clima tropical y demersal que vive hasta los 31 m de profundidad.

## Distribución geográfica
Se encuentra en el Atlántico occidental: desde Belice hasta Colombia.

## Observaciones
Es inofensivo para los humanos.